# فيض الحرس
فيض الحرس منطقة فلاحية وزراعية، تابعة اقليمياً وإداريا لبلدية قجال الكائنة بدائرة قيجل الواقعة بولاية سطيف الجزائرية.
عن قدوم سيدي مسعود إلى قجال استقبل استقبال الأمل والرجاء من طرف سكان ڤجال، عند مشته (لخلف)، حيث أمر حرسه المرافق له بالتوقف عند الفيض، الذي أخذ منذ ذلك اليوم اسم (فيض الحرس).